# 安娜·帕斯库
安娜·德尔希丹-埃内-帕斯库（羅馬尼亞語：Ana Derșidan-Ene-Pascu，1944年9月22日—2022年4月6日），罗马尼亚女子击剑运动员。她曾代表罗马尼亚参加1964年、1968年、1972年和1976年夏季奥林匹克运动会击剑比赛，获得二枚铜牌。